# 人之初 (性教育節目)
《人之初》是台灣電視史上第一個自製的性教育電視節目，也是公共電視節目第一個性教育節目，陳君天領導卓越傳播製作，侯麗芳主持，周寧旁白，謝棟樑片頭塑像，臺灣電視公司（台視）首播，1988年7月25日開播，1989年1月23日停播。

## 提要
《人之初》是廣播電視事業發展基金公共電視節目製播組（公視製播組）委託卓越傳播歷經一年多的時間製作的性教育節目。卓越傳播表示，「人之初」是《三字經》的開頭三個字，它與性有著極為密切的關連：從生物學觀點來看性，性的主要功能是傳宗接代；當然，對父母而言，一個新生命的涵義遠比傳宗接代更為豐富；而《人之初》是從生物學、心理學、社會學、人類學的觀點來探討性的許多問題，是台灣自製的第一部性教育節目，每星期一21:00～21:30在台視首播，節目內容是要送進客廳去的，雖然晚了些，但總比沒有好。

## 歷史
1987年，公視製播組公開徵求性教育節目企劃案，共有9案應徵，公視製播組邀請台北醫學院院長江萬煊、陽明醫學院教授崔玖、國立政治大學心理學系教授柯華葳、婦產科醫師詹益宏、台北市立師範學院輔導中心主任林一真、中華電視台（今中華電視公司）導播黃國治與行政院新聞局廣播電視事業處副處長曾光中等人組成評審小組確保製作方向並參與每集審查工作，選出2案獲得正式委製：《人之初》是以一般觀眾為對象，介紹性器官作為整個節目的開端；《我們都是這樣長大的》是以青年觀眾為對象，以生活短劇方式解答性問題。
1988年7月21日，公視製播組在台北市士林紙廠舉行《人之初》試片會，播放第一集〈性本善〉與第三集〈男性性腺——睪丸〉，並聽取現場觀眾意見；現場觀眾一致認為，製作性教育節目有其價值及必要性。現場同時問卷調查39位試片者意見，試片者包括士林紙廠員工33人與台灣婦女團體主動要求試片的代表6人，男女比例各半；年齡分布方面，21至30歲者佔46%、31至40歲者佔26%；學歷分布方面，小學學歷者佔10%、初中學歷者佔13%、大專學歷者佔44%、大專以上學歷者佔5%；已婚者佔38%；職業分布方面，工人佔59%，其餘有學生、管理階層、社會服務、護理員、雜誌主編等。問卷調查結果：
1. 受訪者的性知識，大多數來自雜誌書刊或教科書，部分得自錄影帶或師友，極少數得自父母。
2. 《人之初》的表達方式，64%認為淺顯易懂、難易適中，18%認為不夠深入，8%認為複雜難懂。
3. 《人之初》節目型態，84%認為可以接受，8%認為節目生動，8%認為沉悶。
4. 看過《人之初》以後，72%認為看過以後有收穫，27%認為收穫不大，只有1人認為一無所獲，而唯一認為一無所獲者的職業是護理員。
5. 給《人之初》的總評，「滿意」者佔54%，「普通」者佔41%，「不滿意」者佔5%。[1]

1988年7月24日，卓越傳播強調，製作《人之初》的方針，是在告訴觀眾：性是建立在愛與責任的基礎上，沒有愛的性行為是不負責任、且與一般動物無異。而性行為最神聖的目的是延續人類的生命，《人之初》的〈宮內280天——妊娠〉與〈偉大的誕生——分娩〉這兩集闡述，由性行為創造的生命是偉大與莊嚴的，生命來之不易，我們應珍惜自己的生命、進而愛惜別人的生命。所以《人之初》不僅是性教育，也是愛的教育與人格教育。
1988年7月25日21:00～21:30，《人之初》在台視開播，製作人兼編劇是台灣電視節目製作業界的資深製作人「羞羞」（即陳君天，後述），製作群是劉中蘭、周紀形、宋良平與莊順忠等當時25歲上下且未婚者，主持人是侯麗芳；《人之初》是台灣第一個自製的性教育電視節目，也是第一個尚未開播就造成播出台廣告滿檔的公共電視節目，也是爭議最多、新聞報導最多的公共電視節目，第一季平均收視率為25%上下，是收視率第二高的公共電視節目（僅次於單元劇《愛的進行式》）。《人之初》錄製其中一集〈宮內280天——妊娠〉期間適逢侯麗芳第二次懷孕生產，她以親身體驗及感受向觀眾作第一手的資料報告。
1988年7月25日至8月25日，公視製播組委託潤利事業有限公司（Rainmaker）收視調查中心，以電話系統間隔抽樣法在台北都會區調查分析《人之初》節目意見與觀眾背景，在543個有效樣本戶中，收看之樣本戶為209戶，未收看之樣本戶為339戶，收看節目人數為423人，男女觀眾比例為46:54；觀眾年齡層以39歲以下者最多，約佔77%；教育程度大專以上者佔25.7%，高中佔35.6%，初中佔17.3%，小學佔21.4%；職業分布前三名為學生33%、商人25.4%、家管14.5%；對《人之初》的評價，43.5%認為「很好」，29.7認為「好」，26.3%認為「普通」，只有1人（0.5%）認為「不好」，0人認為「很不好」；未收看《人之初》的原因前兩名為「沒時間」與「不知有此節目」；給《人之初》的改進意見，74.6%表示「沒意見」，18.7%表示「正面意見」，6.7%表示「其他意見」（例如「介紹速度快」、「圖片應打字幕」、「統計資料太多」、「可含蓄點」、「公視不要集中時段播出」等）。
1988年10月24日，《人之初》第一季最後一集〈性反應與性行為〉播畢，這是第一季最具爭議的集數。1988年10月31日，《人之初》第二季開播，內容從生理層面逐漸轉向社會及心理層面；第二季主題以青少年婚姻、性問題為主，繼之以中年人的性生活、同性戀、性變態等。1988年11月，羞羞表示：「《人之初》播出後沒有被罵得狗血淋頭，我們夜裡作夢都在偷笑；因為，我們履行了合約，把公視小組當初的構想具象了。我們把幾千年來大家一直認為上不了檯面的話題抖了出來，我們把『睪丸』、『卵巢』、『陰莖』、『陰道』、『月經』這類『羞於啟齒』的字眼與畫面堂而皇之地送進客廳；很少人會去注意這一關是怎麼過的，但我們心裡自己明白，不提也罷。照這麼看，我們好像是跨出了正確的第一步。……《人之初》在播出中，很謝謝新聞媒體的鼓勵；但是我們一直都覺得節目並沒有做好，這是老實話。」
1989年1月23日，《人之初》播出第二季最後一集，宣告停播。
2016年，陳君天為侯麗芳新書《侯麗芳的一萬個春天》寫推薦文〈人間仙侶〉，提到：「在做過的無數節目中，她最津津樂道的莫過《認識自己》和《人之初》。不過，錄別的節目，有如小橋流水，船過水無痕；但這兩個節目，時不時會遇上一陣驚風駭浪，嚇得花容失色，因為製作人是我。」
2016年6月16日JET綜合台播出的《新聞挖挖哇》中，侯麗芳大談《人之初》幕後秘辛，來賓許常德笑說：「以前一定要衝回家，守在電視機前看。只要聽到侯姐的聲音，就會很有『感覺』。」

## 各集標題
1. 〈性本善〉
2. 〈男性生殖系統〉
3. 〈男性性腺——睪丸〉
4. 〈女性生殖系統〉
5. 〈女性性腺——卵巢〉
6. 〈人之初以此為家——子宮〉
7. 〈生命的起點——受孕〉
8. 〈宮內280天——妊娠〉
9. 〈偉大的誕生——分娩〉
10. 〈美妙的乳房〉
11. 〈性愛與生殖——談避孕〉
12. 〈珍惜自己——談性病〉
13. 〈性反應與性行為〉
14. 〈蛻變的青春——談成長與成熟〉
15. 〈意亂情迷少年時——男生如何面對成長〉
16. 〈吾家有女初長成——女生如何面對成長〉
17. 〈無怨的青春——性的探索〉
18. 〈果樹下的沉思——談婚前性行為〉
19. 〈我倆就從今夜起——談新婚之夜〉
20. 〈「性」有靈犀一點通〉
21. 〈姻緣路上慢慢走〉
22. 〈只羨鴛鴦不羨仙〉
23. 〈冰山佳人的苦悶〉
24. 〈壯志未酬的煩惱——談性與婚姻〉
25. 〈老陽的第二個春天〉
26. 〈巧奪天工傳香火——談不孕症〉

## 外部連結
- 人之初，「性」本善－如何做好正確的性教育 （页面存档备份，存于）